# F1 2002 (jeu vidéo)
F1 2002 est un jeu vidéo de course développé par Visual Sciences et édité par EA Sports, sorti en 2002 sur Windows, GameCube, PlayStation 2, Xbox et Game Boy Advance.

## Accueil
- GameSpot : 8,4/10 (PC)[1] - 8/10 (PS2)[2] - 8/10 (GC)[3] - 7,2/10 (GBA)[4]
- IGN : 9,3/10 (PC)[5] - 7/10 (GC)[6]
- Jeux vidéo Magazine : 14/20 (PC)[7] - 9/20 (GBA)[8]
- Jeuxvideo.com : 16/20 (PC)[9] - 16/20 (PS2)[10] - 18/20 (XB)[11] - 16/20 (GC)[12] - 14/20 (GBA)[13]